# Sant Andreu (Montferrer Castellbó)
Sant Andreu es una entidad de población española del municipio de Montferrer Castellbó, perteneciente a la provincia de Lérida, en la comunidad autónoma de Cataluña.

## Toponimia
El lugar puede aparecer referido como «Sant Andreu» y «San Andreu de la Vall de Castellbó».

## Historia
Hacia mediados del siglo XIX, el lugar era descrito como una aldea. Aparece descrito en el segundo volumen del Diccionario geográfico-estadístico-histórico de España y sus posesiones de Ultramar de Pascual Madoz con las siguientes palabras:

ANDREU DE LA VALL DE CASTELLBO (San): ald. en la prov. de Lérida, part. jud. de Seo de Urgél, térm. municipal de Castellbó. (V.).
(Madoz, 1845, p. 301)

En la actualidad, pertenece al municipio de Montferrer Castellbó. En 2023, la entidad singular de población tenía empadronados once habitantes y el núcleo de población, diez.